# Phalacrocoracidae
Los cormoranes (Phalacrocoracidae) son una familia de aves acuáticas. Se alimentan de los peces que capturan bajo el agua. Se impulsan principalmente con las patas; pueden zambullirse durante más de un minuto, y alcanzan una profundidad de aproximadamente 10 m. 
A diferencia de las plumas de la mayoría de las aves acuáticas, las plumas de los cormoranes no son completamente impermeables, lo que les permite hundirse y bucear con facilidad. Una vez en tierra, extienden las alas para secarlas. Además, regulan el volumen de sus sacos aéreos.
Existen unas 30 especies de cormoranes, y es seguramente el cormorán grande el más extendido. Vive en lagos y estuarios, así como en las costas y construye su nido en acantilados o en árboles. Tiene un tamaño de hasta 90 cm de largo y se lo puede encontrar en aguas dulces y costas de todo el mundo.
Los cormoranes y cormoranes moñudos son aves de tamaño medio-grande, con un peso corporal de 0,35-5 kilogramos (0,8-11,0 lb) y una distancia alar de 60-100 centímetros (23,6-39,4 plg). La mayoría de las especies tienen plumas oscuras. El pico es largo, fino y ganchudo. Sus patas tienen membranas entre los cuatro dedos. Todas las especies se alimentan de peces y capturan a sus presas buceando desde la superficie. Son excelentes buceadores y, bajo el agua, se impulsan con las patas con ayuda de las alas; se ha observado que algunas especies de cormoranes se sumergen hasta 45 metros (50 yd). Tienen alas relativamente cortas debido a su necesidad de movimiento económico bajo el agua, y en consecuencia tienen uno de los costes de vuelo más altos de cualquier ave voladora.
Los cormoranes anidan en colonias alrededor de la costa, en árboles, islotes o acantilados. Son aves costeras más que oceánicas, y algunas han colonizado aguas interiores. El antepasado original de los cormoranes parece haber sido un ave de agua dulce. Se distribuyen por todo el mundo, excepto en las islas del Pacífico central.

## Características

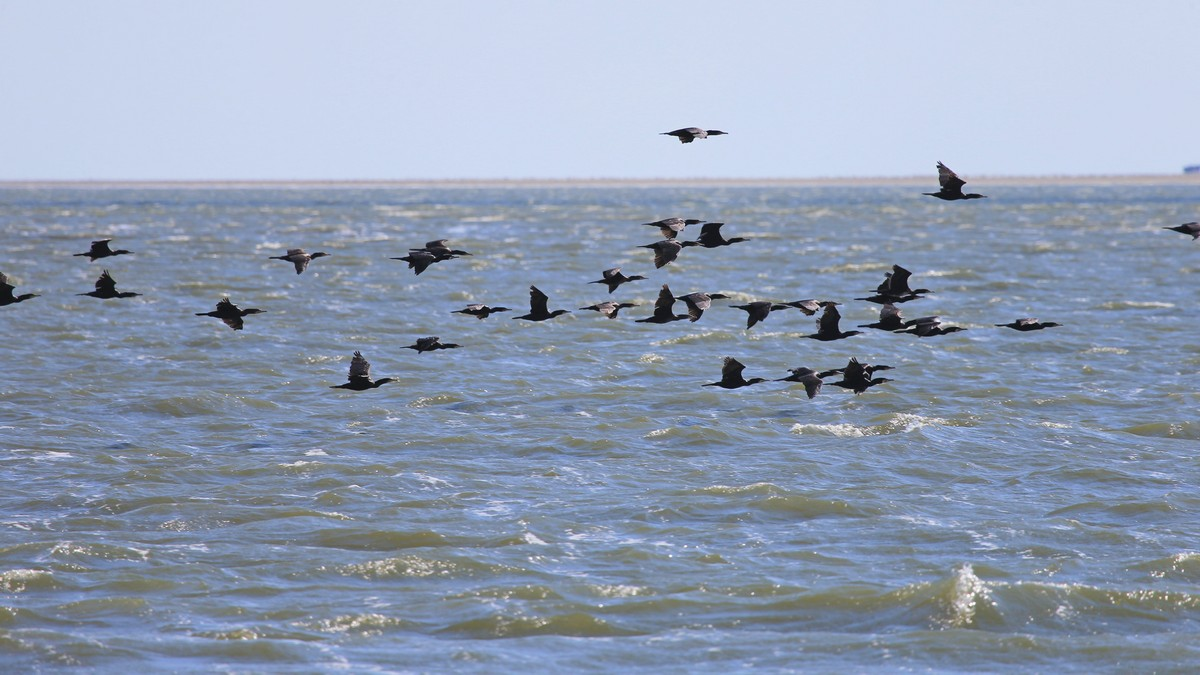
Cormoranes en la laguna de Greifswald.

Los cormoranes son aves acuáticas de tamaño medio a grande y de gran porte. Su longitud corporal varía entre 0,45 y 1,0 m, su peso entre 500 y 5300 g (en el caso del Cormorán de Galápagos hasta 4000 gramos). Hay dos tipos de coloración: algunas especies son de color negro sólido o marrón oscuro, y el plumaje suele tener un brillo metálico, especialmente durante la época de cría. En el segundo tipo de coloración, sólo la parte superior es oscura, pero la inferior es blanca. Las especies bicolores son más comunes en el hemisferio sur, mientras que las monocromáticas lo son en el hemisferio norte. A veces se dan ambas variantes de coloración dentro de una misma especie, por ejemplo en el cormorán rizado y el cormorán de Stewart, que tienen sendos morfos unicolor y bicolor. No existe un dimorfismo sexual evidente; sin embargo, los machos son de media más grandes y pesados que las hembras.
En su plumaje juvenil, los cormoranes son de color gris-marrón, aunque la parte inferior puede ser algo más pálida. En las especies bicolores, los individuos juveniles ya muestran una distribución correspondiente de tonos marrones más claros y más oscuros, que, sin embargo, aún no están tan claramente separados entre sí.
Durante la época de cría, las partes no emplumadas de la piel de la garganta y la cara, así como el pico, suelen adquirir colores brillantes, sobre todo rojos o anaranjados. Si hay una mata de pelo o un gorro, éstos son claramente alargados en el plumaje, al igual que cualquier pluma decorativa en otras partes del cuerpo. A menudo, el color general del plumaje se vuelve más brillante y fuerte.
Los cormoranes tienen un cuello largo y una cola bastante larga en forma de cuña. Al igual que todas las aves del orden Suliformes, tienen una bolsa faríngea extensible en la que se puede almacenar el pescado antes de tragarlo. El pico es largo, relativamente alto y con un gancho agudo en la punta. Las fosas nasales están fusionadas. Las patas se sitúan muy atrás en el cuerpo y sólo permiten una marcha torpe, de pato o de salto en tierra. Las patas tienen cuatro dedos y son palmeados, como es típico de los Suliformes.
En el agua, los cormoranes se mueven con gran agilidad, utilizando sus poderosas patas para propulsarse. Al bucear, las dos patas se utilizan simultáneamente y en paralelo como palas. Las alas suelen estar cerca del cuerpo. La cola sirve de timón. El esqueleto denso y poco neumático es mucho más pesado que el de los pelícanos afines. Esto reduce la flotabilidad y permite a los cormoranes alcanzar mayores profundidades rápidamente y con poco gasto de energía. Las inmersiones suelen durar entre 20 y 40 segundos. La inmersión más larga registrada fue de 95 segundos para un cormorán. Las profundidades de inmersión varían mucho entre las especies; muchas especies pequeñas no llegan a más de 10 metros de profundidad, mientras que los cormoranes Macquarie y Brush pueden sumergirse hasta 50 metros.
Las alas son relativamente cortas, ligeramente redondeadas y, por lo general, se vuelven fuertemente anguladas durante el vuelo. Los batidos de las alas son potentes y propulsivos; los cormoranes pueden circular y planear sólo en condiciones favorables. La velocidad de vuelo puede ser de hasta 80 km/h. Para volar, los cormoranes tienen que recorrer una larga distancia sobre la superficie del agua antes de poder despegar. El aterrizaje se realiza en posición vertical, con la cola desplegada y los pies estirados hacia delante. Los cormoranes también aterrizan hábilmente en el suelo, sobre ramas o acantilados rocosos.
La envergadura de las especies voladoras es de 80 a 160 centímetros. Una de las especies, el cormorán de las Galápagos, no vuela y sus alas están muy reducidas.

## Estilo de vida

### Comportamiento de actividad y confort

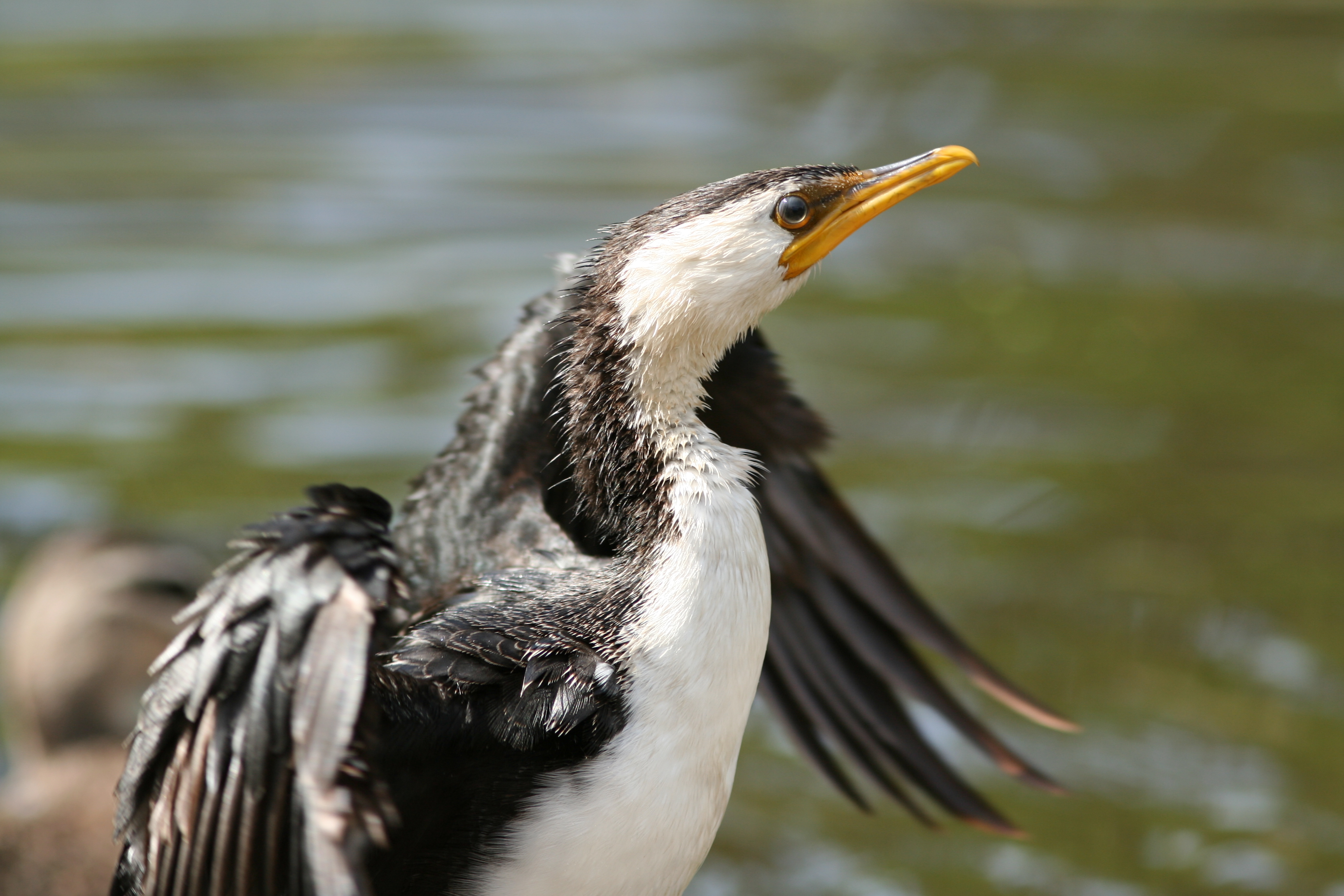
Cormorán piquicorto con las alas desplegadas (plumaje seco).

Todos los cormoranes son diurnos y sólo entran en el agua para buscar comida; a diferencia de muchas otras aves acuáticas, no descansan en el agua, sino siempre en tierra. Aquí buscan lugares elevados como rocas, ramas o postes de vallas y, en el caso de las especies costeras, a menudo cornisas en acantilados escarpados; algunas especies también se posan en árboles o cables eléctricos.
Los cormoranes engrasan regularmente su plumaje con la secreción de la glándula de las cerdas. La afirmación, a menudo difundida, de que los cormoranes no tienen glándulas de cepillado es falsa. Sin embargo, debido a su estructura, las plumas absorben agua, lo que reduce aún más la flotabilidad.
Cuando los cormoranes salen del agua y se dirigen a un lugar de descanso, primero sacuden sus plumas. Luego extienden sus alas y se quedan inmóviles. Aunque en su día se elaboraron numerosas teorías sobre la finalidad del despliegue de las alas, hoy en día los expertos asumen mayoritariamente que su única finalidad es permitir que las partes húmedas del plumaje se sequen más rápidamente Sólo en las especies que viven en regiones polares no se da este comportamiento, ya que provocaría una pérdida demasiado grande de calor corporal.

### Dieta
Los miembros de esta familia se alimentan principalmente de peces. Algunas especies también se alimentan de otros animales acuáticos como cefalópodos, caracoles, moluscos, crustáceos y gusanos, así como (raramente) anfibios y reptiles. Sólo en el caso del cormorán de Heard los invertebrados constituyen la mayor parte de la dieta, todas las demás especies se alimentan de peces al menos en un 50%, muchas incluso de forma exclusiva. En su mayoría se capturan peces pequeños de entre 5 y 25 centímetros de longitud, sólo en raras ocasiones los más grandes, de hasta 60 centímetros. También se alimenta de niños pequeños y reptiles varios. Su principal dieta son los caimanes recién nacidos Las partes no digeribles, como los huesos y las escamas, se regurgitan una vez al día en forma de gránulos.
Para cazar, los cormoranes bucean desde la superficie directamente hacia abajo o con una pequeña inmersión de la cabeza hacia adelante. La presa es entonces perseguida activamente, capturada con el pico y llevada a la superficie. Normalmente cazan los peces en solitario, pero algunas especies (por ejemplo, el cormorán de cara negra) se reúnen en grupos y rodean primero a los peces.

### Cría y desarrollo

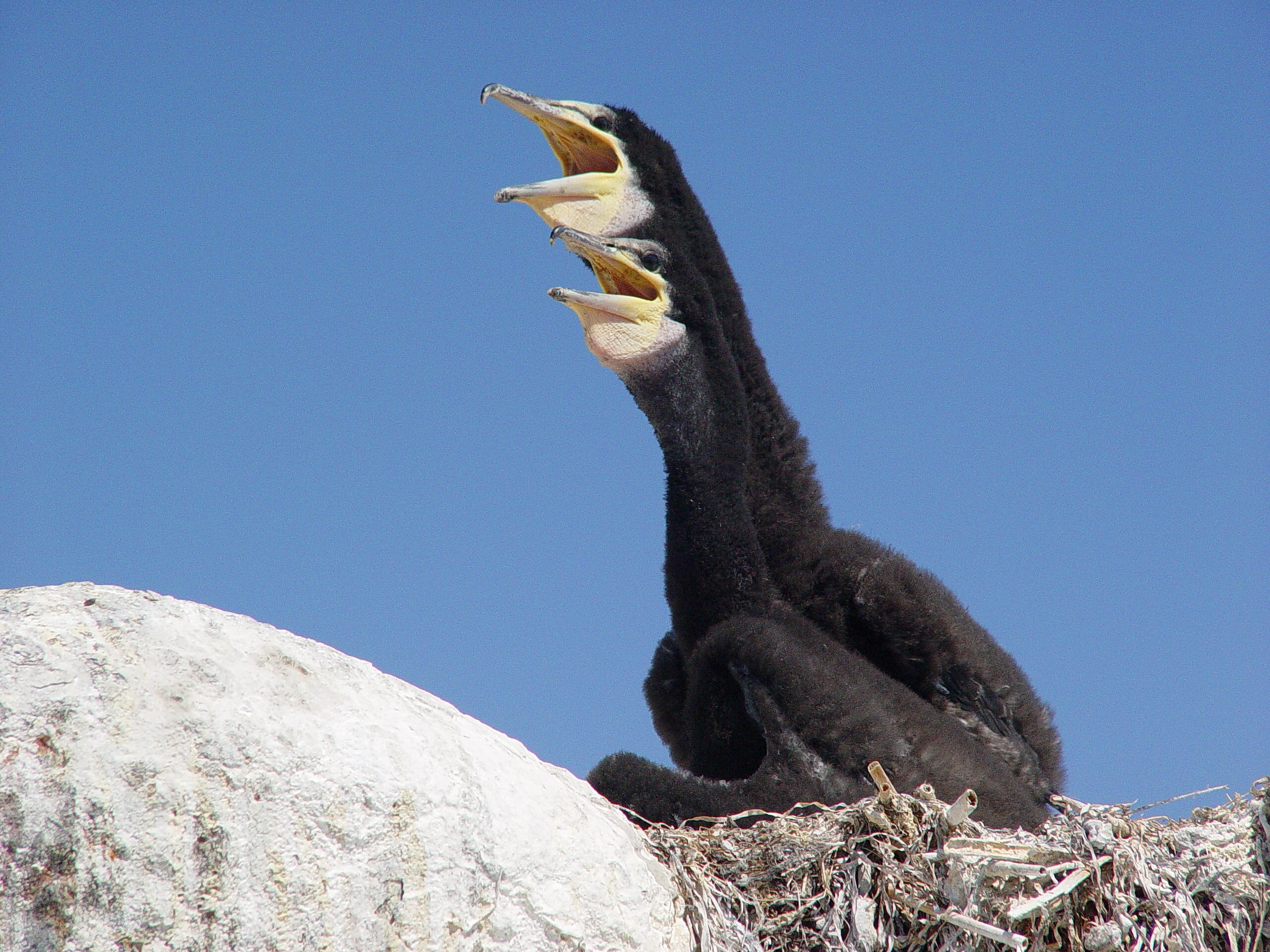
Cormoranes jóvenes

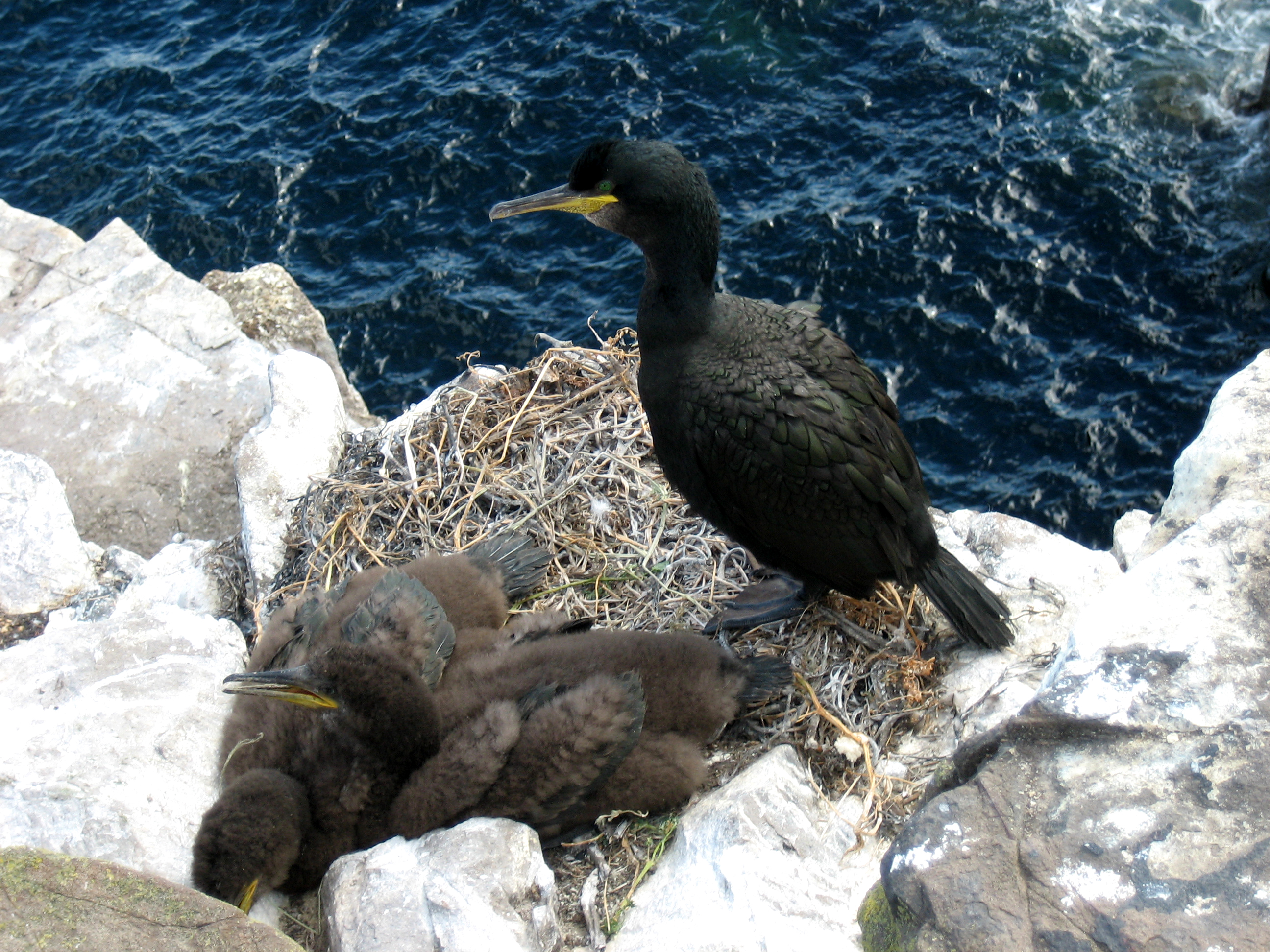
Cormorán cuervo.

Los cormoranes suelen anidar en colonias, cuyo tamaño puede oscilar entre menos de 10 parejas y cientos de miles, dependiendo de la especie. Los cormoranes suelen socializar con otras aves acuáticas, como piqueros, garzas o ibis, o con otras especies de cormoranes. Cada año se realiza una cría.
El sitio de anidación es elegido por el macho. Puede ser un saliente de un acantilado, un lugar en la orilla del mar, en un árbol o en un arbusto; los requisitos varían de una especie a otra. El macho intenta atraer a la hembra con gestos típicos de cortejo, como batir las alas o presentar su garganta de colores brillantes. Una hembra que se une al macho cortejador es ahuyentada o aceptada como pareja. En ocasiones se trata del mismo socio que el año anterior, pero normalmente se cambia de socio cada año.
El nido se construye en conjunto. En algunas especies sólo consiste en un hueco en la arena, la grava o el guano. La mayoría de las especies, sin embargo, construyen un complejo nido de ramas o algas sujetas con barro o excrementos. A veces se reutiliza el nido del año anterior y puede alcanzar un tamaño considerable debido a la expansión anual. La vecindad inmediata del nido se defiende contra los intrusos; como los nidos suelen estar muy juntos en las grandes colonias, un pájaro sólo empezará a hacer gestos de amenaza cuando otro se ponga a su alcance, es decir, con la cabeza estirada hacia delante del nido. Una sacudida de la cabeza con el cuello estirado y el pico abierto es el típico gesto de amenaza; si el intruso no es disuadido por ello, se le ataca con golpes de pico.
La hembra pone de dos a tres (raramente cuatro) huevos, que se incuban de 23 a 35 días. Las crías están desnudas e indefensas al principio y no llevan un pelaje oscuro hasta después de una semana. Nacen a intervalos más largos; la última cría nacida no suele ser lo suficientemente fuerte como para enfrentarse a los hermanos mayores al alimentarse y casi siempre muere al cabo de unos días. Incluso con tres crías, a menudo sólo sobrevive la mayor, aunque puede haber casos raros en los que los tres emplumen. Las aves jóvenes se alimentan inicialmente con comida líquida predigerida y regurgitada. Los padres trabajan juntos para alimentar, incubar y proteger a las crías.

## Hábitat
Cosmopolita, con la mayor diversidad en las regiones tropicales y templadas, observable incluso en las regiones del sur (Tierra del Fuego), en el Ártico y en la Antártida, los cormoranes frecuentan extensiones de mar abierto, tanto en las costas como en el interior.
Las especies más comunes en Francia son el gran cormorán, una especie marina que también se puede encontrar en ríos, arroyos y cuerpos de agua en el interior, y el cormorán crestado, que es una especie exclusivamente marina. Con la excepción de algunas incursiones en alta mar, los cormoranes no frecuentan alta mar y generalmente viven a lo largo de costas rocosas y acantilados. Se encuentra en casi todos los continentes. Sin embargo, algunas especies están en peligro de extinción o protegidas.
Su gran diversidad de hábitats le obliga a adaptarse, pero es su comportamiento el que cambia y no su fisiología (no baja su temperatura corporal). Así, el gran cormorán que vive en Groenlandia come el doble en invierno que el que vive en Normandía. Los cormoranes también tienen éxito en la destreza de pescar en aguas oscuras, lo que plantea interrogantes sobre posibles medios de detección distintos de los visuales.
Desde hace varios años, el Gran Cormorán se instala en Sologne donde se ha vuelto invasor, capturando grandes cantidades de peces. El gran cormorán se ve a menudo en Inglaterra, por ejemplo en Londres, Liverpool, en el canal entre Leeds y Liverpool e incluso en West Lancashire.

## Domesticación y pesca con cormorán
Principalmente en Asia (como en China y Japón), el cormorán ha sido domesticado y utilizado para la pesca de agua dulce durante varios siglos (desde 1.300 años en Japón). Las aves utilizadas para este fin tienen un anillo alrededor del cuello que les impide tragar los peces que capturan. Una vez que atrapa un pez, está entrenado para volver con su amo, quien se lo lleva. A diferencia de China, donde los cormoranes son libres, en Japón está sujeto por una cuerda de la que el maestro cormorán tira para devolver a su animal.
Si bien esta técnica se sigue utilizando para la pesca en China, en Japón no es más que un atractivo turístico , como en la localidad de Gifu en la prefectura del mismo nombre donde se realiza de mayo a octubre. Durante mucho tiempo, la pesca del cormorán ha sido una actividad importante en Japón, como lo destacan las múltiples alusiones en los ideogramas utilizados en los apellidos y ciertas expresiones.
En ciertas localidades de China, como en Guilin, en las orillas del río Li o en el lago Erhai, se utiliza el cormorán para la pesca. Se le ata un cordel en la parte inferior del cuello de forma que pueda capturar un pez, pero no tragarlo. El pescador, una vez que el cormorán ha capturado un pescado, se lo extrae (ya que ha quedado aprisionado en el cuello), y lo dispone para efectuar nuevas capturas.

## Filogenia
Los fósiles de cormoranes indican que sus orígenes se remontan al Mioceno ( hace 23,03 a 5,33 millones de años). Las especies fósiles son muy similares a las recientes. Del Mioceno, por ejemplo, nos han llegado Nectornis miocaenus y Phalacrocorax littoralis, ambos de Europa. Desde el Plioceno (5,33 a 1,8 millones de años), ya se conoce al cuervo común, una especie que sigue viva en la actualidad. Se sabe que el cormorán común está fosilizado desde el Pleistoceno) (hace 1,8 millones a 11,500 años). [3]
Los parientes cercanos de los cormoranes fueron los Plotopteridae, aves parecidas a pingüinos que vivieron en la costa del Pacífico Norte desde el Eoceno) (55,8 a 33,9 millones de años) hasta el Mioceno.

## Taxonomía
La familia se compone de tres géneros:
- Microcarbo
- Phalacrocorax
- Leucocarbo